# Sitta himalayensis
El trepador del Himalaya  (Sitta himalayensis) es una especie de ave paseriforme de la familia Sittidae.
Su distribución se extiende a través de las regiones norte y noreste del subcontinente indio, principalmente en los Himalayas bajos a medios, así como sierras asociadas. Se encuentra en Bután, India, Laos, Birmania, Nepal, Tíbet, Tailandia y el noroeste de Vietnam.

## Descripción y ecología

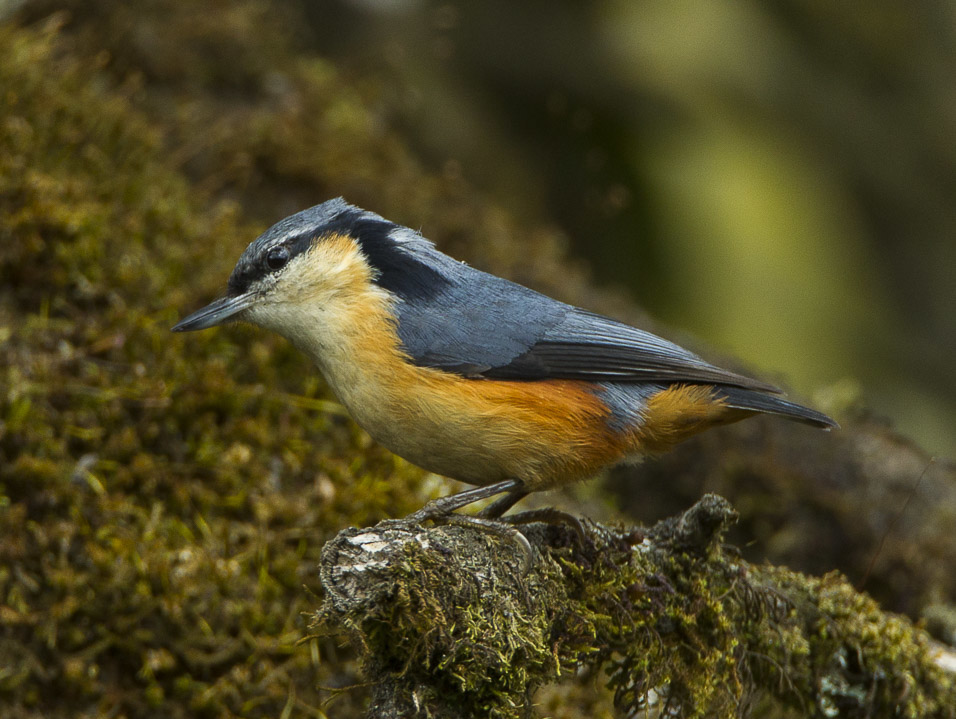
Un trepador himalayo en Bután.

La especie se diferencia del trepador de Cachemira (Sitta cashmirensis) por tener la bigotera más oscura y un más pico pequeño. El color blanco en las plumas superiores de la cola lo hacen difícil de ver en el campo. Cuenta con un pico y partes inferiores naranja-rojizas con brillantes coberteras bajo la cola.

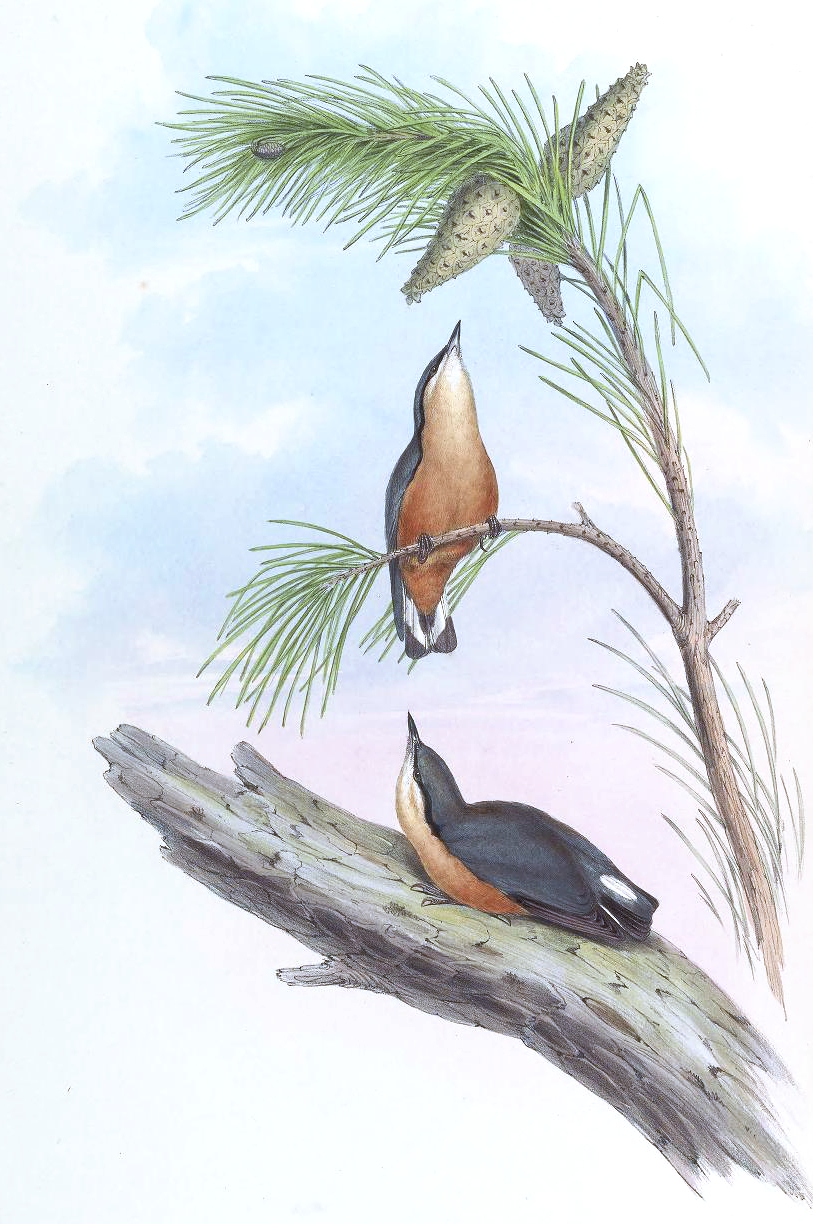
Ilustración de John Gould.

Reside en la región de subhimalaya desde Himachal Pradesh hasta Arunachal Pradesh y en las colinas del sur de Assam (colinas Lushai). Se reproduce entre marzo y mayo en bosques latifoliados y mixtos.
Su hábitat natural son los bosques de tierras bajas húmedas subtropicales o tropicales y los bosques montanos húmedos tropicales o subtropicales.

## Taxonomía
Según el Congreso Ornitológico Internacional y Alan P. Peterson, no se distingue subespecie alguna. El trepador birmano (S. victoriae) históricamente ha sido considerado como una subespecie del trepador del Himalaya.